# Leptoderris fasciculata
Leptoderris fasciculata là một loài thực vật có hoa trong họ Đậu. Loài này được (Benth.) Dunn miêu tả khoa học đầu tiên.